# Heterogamasus inermus
Heterogamasus inermus är en spindeldjursart som beskrevs av Wolfgang Karg 1977. Heterogamasus inermus ingår i släktet Heterogamasus och familjen Ologamasidae. Inga underarter finns listade i Catalogue of Life.